# خلية وقود

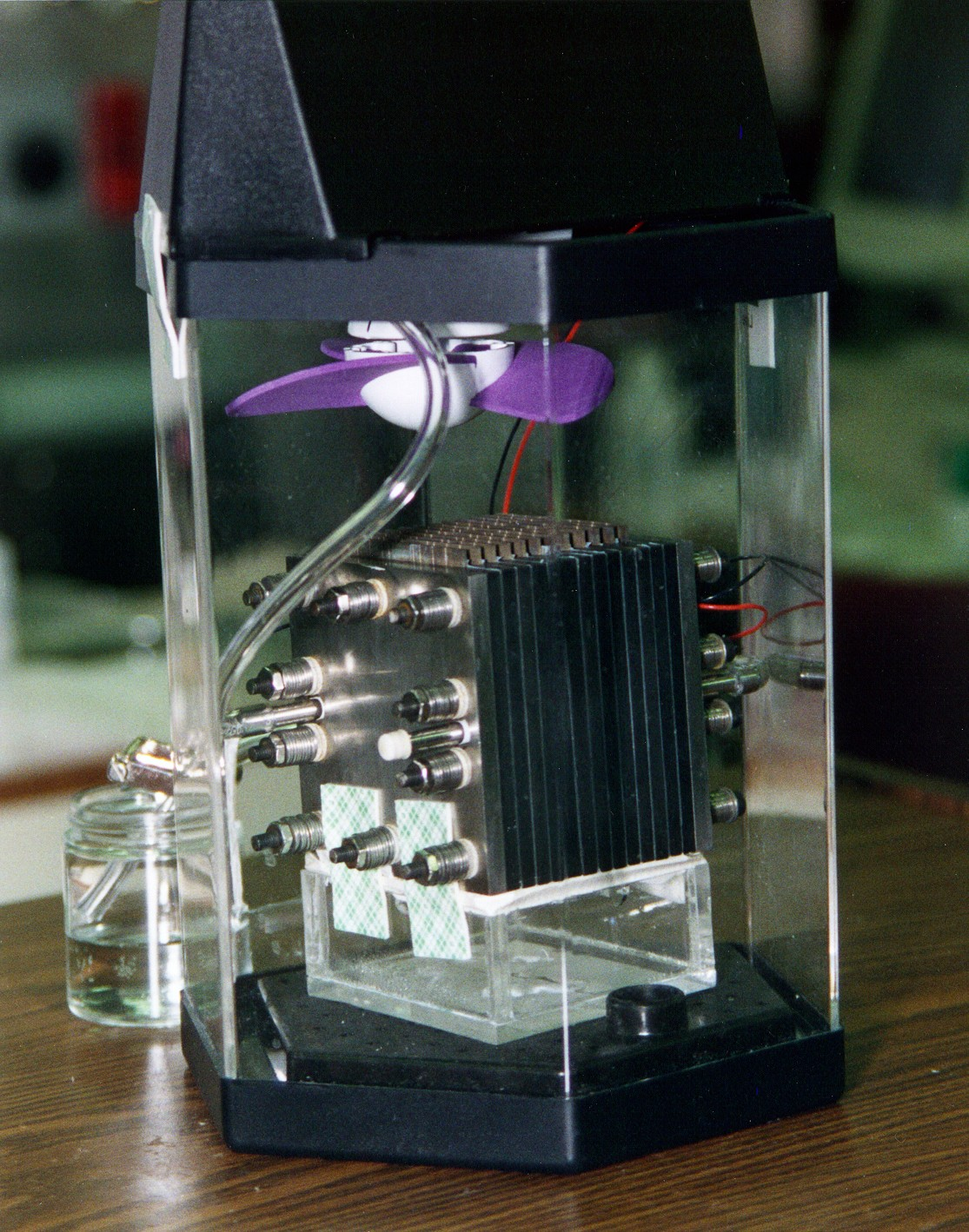
خلية وقود الميتانول

هي خلايا وقود الهيدروجين وهي التي تنتج الكهرباء بتفاعل كهربائي كيميائي باستخدام الهيدروجين والأوكسجين. فكرتها هي عكس فكرة تحليل الماء. عند تحليل الماء بالكهرباء ينفصل الهيدروجين عن الأكسجين بواسطة قطبي الكهرباء، وأما خلية الوقود فهي تجعل الهيدروجين يتفاعل مع الأكسجين ما ينتج التيار الكهربائي.
وهذه الخلية الكهروكيميائية تستخدم لإنتاج الطاقة الكهربائية بتزويد الخلية بغازي الأكسجين والهيدروحين على نحو مستمر؛ أو تخزن الهيدروجين تحت ضغط في أنابيب وتستمد الأكسجين من الهواء. عند المصعد يتأكسد الهيدروجين إلى بروتونات (التي تتجه داخل وسط الكهرل إلى المهبط) وإلكترونات (التي تتجه من خارج الخلية إلى المهبط) حيث يلتقي الجميع مع الأكسجين الذي يختزل لتكوين الماء.
توجد أنواع متعددة من خلايا الوقود والتي يمكن تصنيفها حسب نوع الكهارل الذي يحدد استخدامها النهائي. فعلى سبيل المثال تعد تلك التي تستخدم مكثورًا موصلاً للبروتونات من الأكثر استخدامًا في السيارة الكهربائية في حين أن التي تستخدم الخزف الموصل لأيون الأكسجين أفضل للاستخدام المنزلي للتزويد بالكهرباء والحرارة. وتعد خلايا الوقود من أكثر وسائل توليد الطاقة حفاظًا على البيئة، ولهذا تحظى باهتمام كبير نحو تطويرها وتسخيرها مستقبلاً في تسيير السيارات وإمداد المنازل بالتيار الكهربائي. وهذه الأخيرة قد يصل وزنها إلى عدة أطنان.

## تاريخ ابتكارها وفكرتها

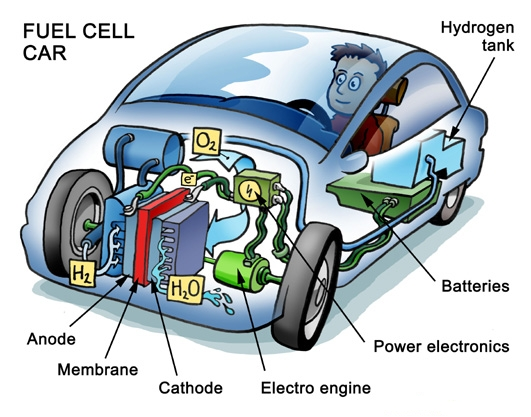
تركيب سيارة تسير بخلايا وقود.

- شهد منتصف القرن التاسع عشر الميلادي اختراع تقنية خلايا الوقود الهيدروجينية في إنجلترا على يد السير وليام روبرت جروف .[2][3][4] ولكن نظرًا لعدم جدوى استخدامه في تلك الفترة، ظل هذا الاختراع حبيس الأدراج لأكثر من 130 سنة تقريبًا. وعادت خلايا الوقود مرة أخرى للحياة في الستينيات، وذلك عندما طورت شركة «جنرال إليكتريك» خلايا تعمل على توليد الطاقة الكهربائية اللازمة للاستخدام في سفينتي الفضاء الشهيرتين «جيمني» وأبولو، بالإضافة إلى توفير مياه نقية صالحة للشرب لرواد الفضاء. كانت الخلايا الأولى في تلك المركبتين كبيرة الحجم وباهظة التكلفة، لكنها أدت مهامها دون وقوع أي أخطاء، واستطاعت أن توفر تيارًا كهربائيًا وكذلك مصدرًا للمياه النقية الصالحة للشرب في مركبات الفضاء.
- ومن الممكن أن نجري مقارنة بين تقنية خلايا الوقود الهيدروجينية وبطارية السيارة، ففي حين أن البطارية الرصاصية تخزن الطاقة بواسطة العامل المؤكسد بداخلها مما يستوجب إعادة شحنها من حين لآخر، فإن خلايا الوقود تعمل على اتحاد عنصري الهيدروجين والأكسجين لإنتاج الكهرباء، وهي تعمل بصفة مستمرة بواسطة مخزون من غاز الهيدروجين مخزن تحت ضغط عالي يصل إلى نحو 700 ضغط جوي لتقليل حجمه وتأخذ الأكسجين من الجو. تشحن السيارة التي تعمل بخلايا الوقود بنحو 4 كيلوجرام من الهيدروجين تكفي لسير السيارة الصغيرة مسافة نحو 350 كيلومتر.
- وتتكون خلايا الوقود من رقائق مسطحة معدنية تتحد على سطحها جزيئات الهيدروجين والأكسجين بنسبة 1:2 لتكوين الماء H2O وتنتج كل شريحة منها 1 فولت من الكهرباء. وهذا يعني أنه كلما زاد عدد الشرائح المستخدمة، زاد الجهد الكهربائي للخلايا.

## تركيبها

مبدأ عمل خلية الوقود. تفاعل الهيدروجين مع الأكسجين ينتج جهدًا كهربائيًا نحو 1 فولط ، كما ينتج ماء.

تتكون خلية الوقود من أقطاب تفصلها أغشية مناسبة نصف نفوذة أو تكون الأقطاب التي تكون في شكل ألواح مغمورة في سائل يسمح بتوصيل الأيونات.
تتكون الخلية من ألواح معدنية/ معدنية أو أسطوانات رقيقة جدا من الكربون مغطاة بمادة محفزة مثل البلاتين أو البلاديوم. توجد تلك الألواح بأعداد كبيرة في الخلية وتكون غاطسة في سائل كهرل حمضي أو قلوي، كما تختبر لها أنواع كهرل أخرى مثل مصهور كربونات قلوي أو السيراميك أو غشاءات تفصل الألواح المعدنية عن بعضها البعض.
ينتج التيار الكهربائي بواسطة تفاعل الأكسجين مع الهيدروجين، كما تختبر تفاعل مواد عضوية مثل الميثان أو الميثانول مع الأكسجين. ويقوم الكهرل بتوصيل كلا عضوي التفاعل إلى ألواح الخلية لكي تتفاعل مع بعضها البعض إلى أسطح الأقطاب.
بغرض الحصول على جهد كاف، تحتوي خلية الوقود على عدد كبير من الأقطاب التي توصل على التوالي. عند توصيل أحمال بخلية الوقود تعمل العمليات الكيميائية والكهربائية على خفض الجهد، لهذا تختبر مواد أخرى تقوم بوظيفة الكهرل تعمل في درجات حرارة عالية، مثل مصهور كربونات قلوي MCFC.

## خلية الوقود في السيارة
لنأخذ مثالاً عمليًا يوضح لنا أهمية خلية الوقود التي تعمل بالهيدروجين. فعندما يصبح لديك سيارة تعمل بخلايا الوقود فأنت بالتأكيد تمتلك محطة توليد كهرباء متنقلة تستطيع توليد 25 كيلو واط من الكهرباء، ودعنا نتخيل ما سيحدث في المستقبل القريب عندما تذهب إلى العمل بواسطة سيارتك المجهزة بالخلايا الهيدروجينية، فبدلاً من تركها بساحة الانتظار مهدرًا للوقت والمكان بدون فائدة، ما عليك إلا توصيلها بمخرج الغاز الطبيعي الموجودة بالمبنى، وعند انتهاء الدوام تستقل سيارتك بعد شحنها وهي محملة بحوالي 25 كيلو واط من الكهرباء التي تصلح لتشغيل السيارة أو لإضاءة أو تدفئة أي مكان آخر، وتشير الإحصائيات الحديثة أن السيارات تقف بأماكن الانتظار بدون حركة لأكثر من 96% من إجمالي الوقت، وبالتالي يمكن الاستفادة القصوى من هذا الوقت الضائع في شحن السيارات بالهيدروجين وتحقيق الأرباح أيضًا.
توجد في ألمانيا نحو 50 محطة لشحن الهيدروجين في السيارات حتى عام 2015 . هذا العدد قليل، وهو أقل من المخطط له سابقا. كما أن عدد السيارات التي تسير في ألمانيا بخلايا الوقود قد بلغ في عام 2014 نحو 24.000 سيارة فقط، أقل من الذي كان مخطط له بنحو 100.000 سيارة من هذا النوع.
من جهة أخرى تعمل بعض السيارات الأخرى ببطاريات ليثيوم-أيون كبيرة. وكانت شركة مرسيدس تنتج تلك البطاريات وتعتزم وقف أنتاج بطاريات الليثوم-أيون من نوع «ليثيوم-تك» في عام 2015، وستتركه لمنتجين متخصصين آخرين، وتركز انتاجها على السيارات. ومن المعروف أن الصين من أكثر الدول في أنتاج بطاريات الليثيوم-أيون الكبيرة الخاصة بالسيارات، وتتجه إليها مصانع السيارات العالمية لتزويد سياراتها بتلك البطاريات. وتستفيد الصين من ذلك استفادة كبيرة بسبب قلة تكلفة العمالة لديها مقارنة بكلفة العمالة في أوروبا وأمريكا.

## تطبيقات لخلية الوقود

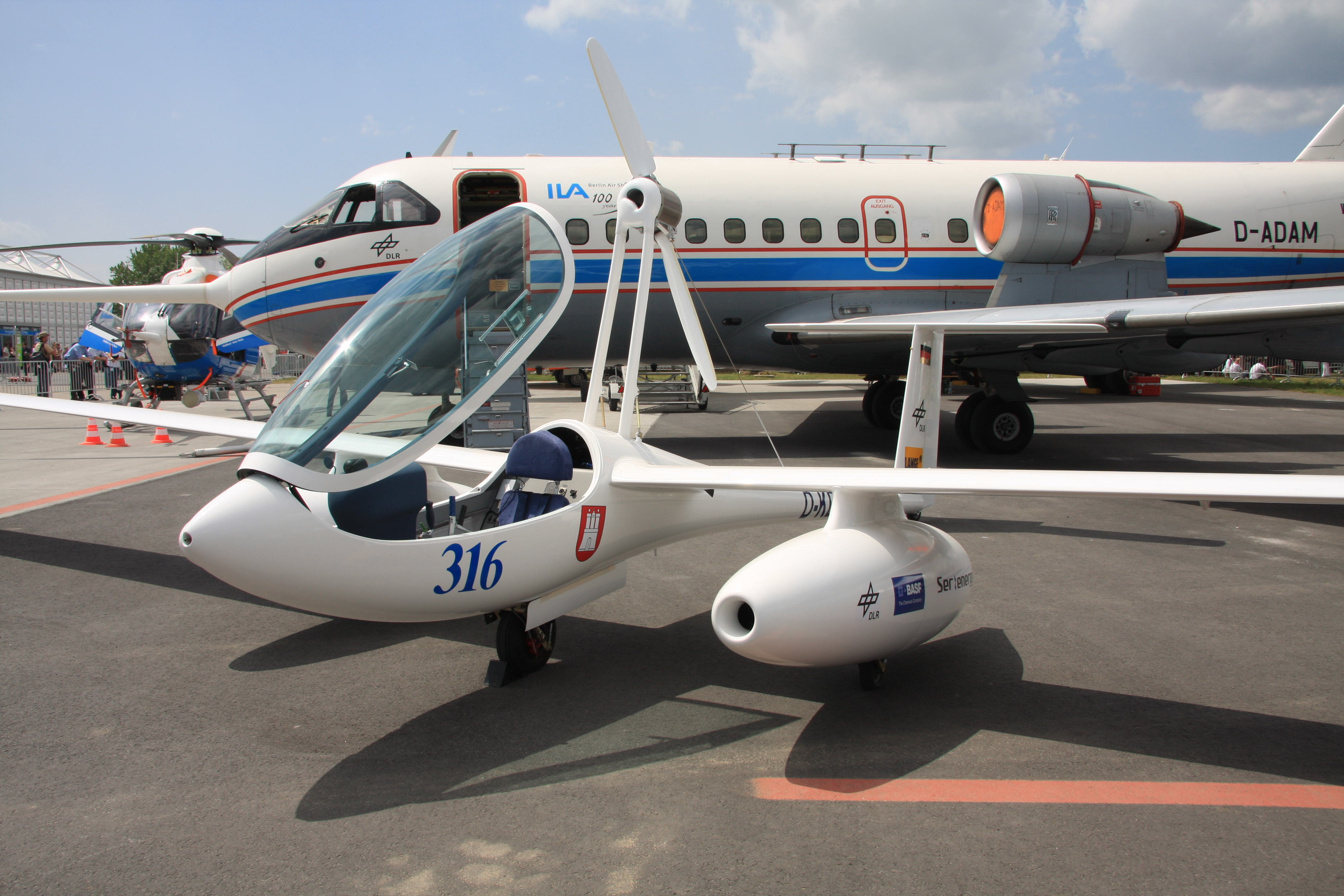
طائرة شراعية Lange Antares 20E اختبارية يقوم المركز الألماني لأبحاث الطيران والفضاء باختبارها بعد تزويدها بخلايا وقود

هناك استخدامات عديدة لخلايا الوقود، ويرجى أن تستخدم بعد التوصل إلى خلايا وقود كفوؤة في تشغيل المركبات كالحافلات والسيارات. تستخدم البنوك والمستشفيات في توليد الطاقة احتياطيًا في حالة انقطاع التيار الكهربائي من شبكة الكهرباء.
حاليا تصنع سيارات تعمل بخلية الوقود ولكنها لا زالت قليلة ومرتفعة الأسعار. ارتفاع أسعار تلك السيارات يرجع إلى ارتفاع أسعار الخلية وعلى الأخص المواد المحفزة للتفاعل مثل البلاتين والبلاديوم. كذلك لا يزال انتشار محطات تزويد الهيدروجين للسيارات محدودًا (وضع عام 2014)، وانتشارها يحتاج إلى بنية تحتية كبيرة واستثمارات بالغة.

## اقرأ أيضًا
- محفز كهربائي
- سيارة كهربائية
- بطارية ليثيوم أيون
- خلية جلفانية
- خلية تحليل الماء
- بطارية السيارة
- خلية ثانوية
- بطارية الرصاص
- طاقة هيدروجينية
- خلية وقود قلوية